# Gradazione consonantica
La gradazione consonantica è un tipo di mutazione, in cui le consonanti si alternano tra vari "gradi", rintracciabile in alcune lingue lappo-finniche come il finlandese, l'estone e il sami settentrionale, come pure nel samoiede lingua nganasan. Delle lingue balto-finniche, la Lingua votica è conosciuta per il sistema estensivo di modelli di gradazione. La gradazione consonantica in alcune di queste lingue non è (o non è più) puramente fonologica, sebbene ciò possa essere ipotizzabile per varie ricostruzioni del proto-finnico. In termini arcifonemici, la mutazione è un tipo di lenizione in cui ci sono alternanze quantitative (per es. /kː/ vs. /k/) e qualitative (per es. /k/ vs. /v/).
Il tipo di consonanti e gruppi consonantici che possono subire gradazione varia da lingua a lingua; per esempio, il sami settentrionale ha tre diversi gradi (come pure tre quantità di lunghezza consonantica), e inoltre permette la gradazione quantitativa delle sue sonoranti /l m n r/. La maggior parte delle lingue balto-finniche, tuttavia, hanno due gradi, e permettono solo alle occlusive di subire la gradazione. Le lingue possono anche avere altri limiti; per esempio, le parole prese in prestito e alcuni nomi personali nel finlandese possono avere gradazione quantitativa, ma non qualitativa, perciò auto non diventa *audon ma resta auton.

## Gradazione consonantica in alcune lingue

### Finlandese
Nel finlandese, la gradazione colpisce solo le consonanti occlusive [p t k] quando appaiono all'inizio dell'ultima sillaba tematica e quando viene aggiunto a una parola un suffisso che chiude la sillaba. Le geminate danno consonanti brevi (tukki : tukin) e le consonanti brevi mutano di qualità o scompaiono (tuki : tuen).
Parlando in generale, il nominativo del nome e il primo infinito verbale sono molto spesso al grado "forte". D'altra parte, ci sono poche classi di nomi e verbi in cui queste "forme" delle parole mostrano un grado debole. Il processo è grammaticale e funziona sempre in modo che il "tema" della parola sia la forma forte. Ciò talvolta crea difficoltà nell'identificazione della radice (se la parola è derivata), perché spesso apparentemente le parole di base risultano derivate, applicando la gradazione nel processo. Per esempio, hake "trucioli di legno" sfuma in hakkee-, non in *hae-, perché è già una forma graduata di hakkaa- → "tacca", ing. hack (il cui infinito è il grado debole haka|ta). Tuttavia, hake|a "ottenere, cercare" viene a graduarsi in hae-, benché hake- sia la forma originale.
| Quantitativo | Esempio         | Qualitativo                  | Esempio        |
| ------------ | --------------- | ---------------------------- | -------------- |
| pp → p       | kauppa ~ kaupan | p → *β (v, cronema)          | kalpa ~ kalvan |
| kk → k       | tikka ~ tikan   | k → *γ (k, j, v, 0; cronema) | ikä ~ iän      |
| tt → t       | matto ~ maton   | t → *θ (d*, cronema)         | mato ~ madon   |

Le lettere greche *β, *θ (o *δ), e *γ sono coefficienti fonetici ciascuno di valore fonemico nullo, realizzati secondo il loro contesto fonetico. Possono essere pensati come qualcosa che svolge il ruolo di fricative bilabiali, dentali e velari, non riscontrabili nel moderno finlandese, dato che le ha perdute relativamente di recente. Per esempio, la fricativa velare sonora spiega la scomparsa di 'k', come in parkua → paruttiin.
In modo simile, la realizzazione di *θ varia da dialetto a dialetto, alcuni dei quali la eliminano, o talvolta la rappresentano come [r], [l], [ð], [h] o [j], o una combinazione di questi fonemi. Nei dialetti orientali, per esempio, è possibile trovare *θ che affiora come [h] e [j] in base al contesto fonetico.
Poiché l'ambiente fonetico controlla la realizzazione, il numero di modelli attuali è grande. Spesso l'assimilazione produce una geminata, per es. lampi 'laghetto' → lammen 'laghetto (genitivo)' (*lamβən). Senza considerare la prospettiva storica, questo fonema è analizzato come un cronema, una consonante che appare come un allungamento di quella precedente.
In termini di lingua standard, K è il fonema con il maggior numero di possibili mutamenti. Può scomparire come in jalka 'piede' → jalan 'piede (genitivo)', o:
| Ambiente    | Mutamento | Forte         | Debole          |
| ----------- | --------- | ------------- | --------------- |
| -uku- -yky- | k→v       | puku          | puvun           |
| -lki- -rki- | k→j       | kylki järki   | kyljen järjen   |
| -nk- /ŋk/   | /k/→/ŋ/   | sänky /säŋky/ | sängyn /säŋŋyn/ |

I mutamenti per t comprendono
t: d (tietää : tiedän),
rt : rr (kertoa : kerron),
lt : ll (pelto : pellon) e
nt : nn (antaa : annan).
Le ultime tre forme sono dovute ad assimilazione, piuttosto che alla stessa gradazione consonantica. I mutamenti per p comprendono
p : v (tapa : tavan) e
mp : mm (lampi : lammen),
dove l'ultimo è nuovamente causato dall'assimilazione e non dalla gradazione consonantica stessa. La gradazione consonantica quantitativa (vale a dire kk : k, pp : p, tt : t, gg : g, dd : d, e bb : b) colpisce tutte le consonanti geminate e isolate nella posizione di gradazione consonantica inversa.
A causa della natura agglutinante delle lingue finniche, e di conseguenza l'applicazione di un certo numero di suffissi derivazionali, ci sono vari gradi di alternanze che si verificano nei suffissi, non solo nelle radici delle parole.  Il suffisso verbale intensitivo/causativale -ttA- subisce la gradazione verso -tA-, quando vi vengono aggiunti diversi suffissi derivazionali e inflessionali; tuttavia quando affissati a una parola, causano gradazione nel tema flessivo. Perciò, pitää 'tenere, reggere' diventa pidättää 'reprimere, prevenire, arrestare'. Quando la struttura sillabica della parola cambia a causa della flessione della persona e del tempo, il grado del tema precedente non muta comunque:  pidättää vs. pidätän 'io reprimo'.
Inoltre, nei prestiti,  le occlussive sonore geminate (bb, dd, gg) si comportano in genere come le loro equivalenti sorde; per es. diggaa- → digata (ing. to dig) "scavare".
Nel finlandese, la gradazione consonantica non viene applicata ai gruppi come -tk- (per es. katkoa ~ katkon), -sp- (piispa ~ piispan) o -st- (lasta ~ lastan).

### Careliano
La gradazione consonantica careliana è abbastanza simile al finlandese, a causa della stretta correlazione fra le due lingue. D'altra parte, il careliano include alcune coppie di gradazione che non ha il finlandese. Il careliano, diversamente dal finlandese, permette alle consonanti /t k/ situate dopo /s/ o /š/ di subire la gradazione consonantica: muistua 'ricordare' → muissan 'io ricordo'. D'altra parte, alcuni dialetti careliani (come il livvi o oloneziano) non permettono la gradazione tra gruppi consonantici inizianti per nasali. Così, il careliano oloneziano equivalente del finlandese vanhemmat (> vanhempi 'più vecchio') è vahnembat.
L'inventario fonemico careliano inoltre comprende l'affricata /tʃ/ (rappresentata nell'ortografia come č, che può essere geminata e soggetta a gradazione quantitativa: meččä 'foresta' → mečäššä 'nella foresta'.

### Votico
Il votico ha due quantità per consonanti e vocali, le quali fondamentalmente si accompagnamo a quelle equivalenti finlandesi. L'inventario fonemico votico comprende un insieme di occlusive del tutto sonore, che Paul Ariste (un grammatico della lingua votica) descrive come identiche a quelle russe. Perciò, oltre alle alternanze quantitative tra /p: t: k:/ e /p t k/, il votico possiede anche un sistema di alternanze qualitative in cui la caratteristica distintiva è la sonorità e così le occlusive sorde /p t k/ sono note per alternarsi con /b d g/. Queste occlusive si alternano anche nei gruppi non sono riscontrabili, in massima parte, nel finlandese.
| Alternanze qualitative |                                              |
| ---------------------- | -------------------------------------------- |
| hk → hg                | tuhka → tuhgassa 'cenere' → 'da (la) cenere' |
| ŋk → ŋg                | aŋko → aŋgō 'forcone' → 'forcone (gen.)'     |
| sk → zg                | pǟsko → pǟzgō 'rondine' → 'rondine (gen.)'   |
| šk /ʃk/ → žg /ʒɡ/      | šiška → šižgā 'cencio' → 'cencio (gen.)'     |
| tšk /tʃk/ → džg /dʒɡ/  | botška → bodžgad 'barile' → 'barili'         |
| s → z                  | isä → izässä 'padre' → 'da (il) padre'       |

Il votico inoltre ha un numero di alternanze tra continuanti le quali sono brevi nel grado 'debole', e geminate in quello 'forte' (kassā 'spruzzare/acqua' vs. kasan 'io spruzzo/acqua'), come pure molte alternanze sonorizzanti tra occlusive palatalizzate e alternanze tra nasale+consonante~nasale+cronema trovate nel finlandese. Il votico comprende inoltre alternanze in cui il grado 'forte' viene rappresentato da una consonante breve, mentre il grado 'debole' da una geminata: rite̮le̮n vs. riďďe̮lla. Facendo un confronto, gli equivalenti finlandesi di questi è riitelen 'io litigo' vs. riidellä 'litigare'.

### Sami settentrionale
Il sami settentrionale ha un sistema di tre estensioni fonologiche per consonante, e dunque ha insiemi estesi di alternanze. Non solo le occlusive e affricate sono soggette a gradazione, ma anche sonoranti e fricative. Queste ultime due sono solo soggette alla gradazione quantitativa, ma le occlusive e affricate a mutamenti sia quantitativi che qualitativi. Alcune parole si alternano fra tre gradi, sebbene non tutte le parole lo facciano. Da notare che l'apostrofo seguente che segna il grado iperlungo (over-long) non viene usato nell'ortografia ufficiale, sebbene sia generalmente trovato nei dizionari.
Alcune triadi di gradazione comprendono la seguente:
| Continuante | iperlunga                         | lunga                  | breve                             |
| ----------- | --------------------------------- | ---------------------- | --------------------------------- |
| /ð/         | đ'đ oađ'đi 'dormiente'            | đđ oađđit 'dormire'    | đ oađán 'io dormo'                |
| /r̥/         | hr'r skuhr'ri 'persona che russa' | hrr skuhrrat 'russare' | hr skuhrai 'lei/egli russa'       |
| /m/         | m'm cum'má 'bacio'                | mm cummát 'baci'       | m namma ~ namat 'nome' ~ 'nomi'   |
| /s/         | s's guos'si 'ospite'              | ss guossit 'ospiti'    | s viessu ~ viesut 'casa' ~ 'case' |

| Occlusiva | Iperlunga  | lunga    | breve     |
| --------- | ---------- | -------- | --------- |
| /p/       | hpp /hːp/  | hp /hp/  | b /b/~/v/ |
| /p/       | b'b /bːp/  | pp /pː/  |           |
| /t/       | htt /hːt/  | ht /ht/  | đ /ð/     |
| /t/       | d'd /dːt/  | tt /tː/  |           |
| /k/       | hkk /hːk/  | hk /hk/  | g /k/~/∅/ |
| /k/       | g'g /ɡːk/  | kk /kː/  |           |
| /tʃ/      | hčč /hːtʃ/ | hč /htː/ | ž /tʃ/    |
| /tʃ/      | ž'ž /dːtʃ/ | čč /tʃː/ |           |
| /ts/      | hcc /h:ts/ | hc /hts/ | z /ts/    |
| /ts/      | z'z /dːts/ | cc /tːs/ |           |

Il sami settentrionale ha inoltre regole fonotattiche per molti gruppi consonantici, soggetti anch'essi ad alternanza.  In alcuni dialetti la struttura sillabica è ciò che viene ad alternare non necessariamente estensione o qualità consonantica. Per esempio, la parola bárdni 'ragazzo' contiene una vocale schwa tra la r e la d, ma solo nella forma "forte", che si perde allorché la parola subisce l'alternanza: /pærᵊtniː/ ~ /pærtniːʰt/ 'ragazzi'.

### Nganasan
Il nganasan, unico tra le lingue samoiediche (ovvero ogni lingua uralica a est del balto-finnico), mostra una gradazione qualitativa sistematica di occlusive e fricative. La gradazione si verifica in posizione intervocalica, così come nei gruppi consonantici costituiti da una nasale e un'occlusiva. Esempi di gradazione consonantica del nganasan possono essere visti nel seguente schema (la prima forma data è sempre al nominativo singolare, l'ultima al genitivo singolare):
| Gradazione | Esempio         | Glossa            |
| ---------- | --------------- | ----------------- |
| h : b      | bahi : babi     | 'renna selvatica' |
| t : ð      | ŋuta : ŋuða     | 'bacca'           |
| k : ɡ      | məku : məɡu     | 'dietro'          |
| s : dʲ     | basa : badʲa    | 'ferro'           |
| ŋh : mb    | koŋhu : kombu   | 'onda'            |
| nt : nd    | dʲintə : dʲində | 'arco'            |
| ŋk : ŋɡ    | bəŋkə : bəŋɡə   | 'capanna erbosa'  |
| ns : nʲdʲ  | bənsə : bənʲdʲə | 'tutto'           |

## Mutamenti storici nel comportamento gradazionale
Alcuni dei problemi che vedono la gradazione consonantica come una questione puramente di struttura sillabica (almeno nel caso del finlandese) riguardano il fatto che la lingua viene sottoposta a diversi mutamenti fonetici, vale a dire che non tutte le sillabe chiuse mostrano un grado debole, e viceversa non tutte le sillabe aperte un grado forte. Per esempio, la forma dell'imperativo finlandese viene postulata come originata dal suffisso '-k', il quale è stato cancellato; per es.  hake|a "ottenere" → hae! "ottieni! (imp.)", da *haek. I cambiamenti storici possono portare anche alla situazione in cui le alternanze di grado possono essere il fattore distintivo tra varie forme morfologiche, come nel sami settentrionale: gáhkku 'torta-nominativo' vs. gáhku 'torta-genitivo/accusativo'), o in una delle forme dell'illativo estone: maja 'casa' vs. majja 'casa-illativo'.
Nel finlandese, alcuni mutamenti per il sistema fonetico linguistico hanno a che fare con la classe diacronica di vocali note come vocali contratte (finland. supistumavokaali), nate dall'asportazione di una consonante in un ambiente -VCV- (quindi -VCV- > -VV-).  Così, applicando il suffisso illativo -Vn alla parola kukka 'fiore' deve dare come risultato *kukaan; tuttavia la parola in effetti emerge come kukkaan.  Il dialetto pohjanmaa conserva la forma -han form, per es. kukkahan.
La forma storica (conservata in alcuni dialetti finlandesi, e di fatto anche in altre lingue balto-finniche) sarebbe stata kukkahan, in cui non ci sarebbero stati mutamenti per il grado debole dato che la sillaba contenente -k- non sarebbe stata chiusa (cioè kuk|ka|han vs. kuk|kaan). Confronta questa con la forma genitiva della parola, che chiude la sillaba con il suffisso -n: kuk|ka → ku|kan.
Un altro processo similare risulta dall'affioramento dei gradi deboli laddove ci saremmo aspettati i gradi forti in base alle moderne forme superficiali. Un esempio di questi è il suffisso derivazionale -tOn '-senza'. Applicato alla parola tapa 'costume, pratica', ci si aspetterebbe la realizzazione di *tapaton, quando in realtà è tavaton.  Storicamente questo suffisso era *-ttOin, con una *-tt- lunga. Quando la gradazione venne introdotta, questa non fu subito completamente abbreviata, ma rimase per un periodo una quantità intermedia, *-ťt-. Questa consonante di media lunghezza fu ancora capace di innescare la gradazione della radice, e quando venne a realizzarsi come una breve, gli effetti sulla gradazione rimasero, perciò: *tapattoin → *taβaťtoin → tavaton. Questo cambiamento è anche la causa delle attuali forme superficiali del passivo finlandese.

### Gradazione suffissale
Ci sono anche altri modelli di alternanza nelle lingue balto-finniche, basati sull'accento, contrariamente a quelli regolati da struttura sillabica, ma sono ancora comunemente riferiti come "gradazione consonantica". Se si desidera specificarla ulteriormente, si può chiamarla gradazione radicale. Per esempio il participio presente attivo (con il suffisso di -va/-vä nel finlandese moderno) usato per avere un'alternanza di -pa/-pä vs. -va/-vä dipende dal fatto seguiva o meno una sillaba accentata, perciò: saapa mies vs. istuva mies. Analogamente, il caso partitivo e una forma del marcatore infinitivo hanno un suffisso similare (storicamente *-ta/-tä). I cambiamenti storici hanno ridotto le terminazioni partitive e infinitive ad -a/-ä in alcuni ambienti.  Così, jousi ha il partitivo jousta con la -ta originale, ma il nome kylä ha il partitivo kylää, da *kylätä. Con i verbi, può anche aversi assimilazione, per es. tulla ← *tul+ta. I dialetti careliani del finlandese, e in anche alcuni dialetti della lingua careliana non sempre rimuovono la  't' intervocalica.